# Haus am Maiberg
Das Haus am Maiberg war eine Akademie für politische und soziale Bildung in Trägerschaft der Diözese Mainz. Das gleichnamige Tagungshaus liegt am Rande der Altstadt von Heppenheim. Seit dem 30. September 1955 werden die Räume im Haus am Maiberg für Bildungszwecke genutzt. Das Haus ist Mitglied der Arbeitsgemeinschaft katholisch-sozialer Bildungswerke (AKSB). Es wurde am 31. Dezember 2022 von seinem Träger, dem Bistum Mainz, geschlossen.
Die Einrichtung sollte dazu beitragen, dass sich Jugendliche und Erwachsene unabhängig von Weltanschauung, Religion oder politischer Haltung nach den Prämissen der außerschulischen politischen Bildung und der Katholischen Soziallehre sowie unter Wahrung der Menschenrechte weiterbilden können. Die Bildungsangebote sollten Möglichkeiten zur Vermittlung und Diskussion sozialer und politischer Themen, zur Förderung der Urteilsbildung und zur Anregung gesellschaftlicher Mitwirkung schaffen. Der Akademie waren die Arbeitsbereiche Erwachsenenbildung, Jugendbildung, internationale Jugendarbeit, die Regionalstelle Süd des Beratungsnetzwerks Hessen und das Modellprojekt Partizipation angesiedelt.
Zum Tagungsbetrieb zählten außerdem Fachkonferenzen zu bestimmten Fragestellungen der Politischen Bildung und der christlichen Sozialethik. Aus Konferenzen und Erfahrungen aus Projekten gingen verschiedene Publikationen hervor, in denen insbesondere politikdidaktische Erkenntnisse diskutiert wurden. Das Tagungshaus war zudem Austragungsort für Veranstaltungen externer Gruppen und Organisationen.

## Geschichte
Der Mainzer Bischof Albert Stohr (1935–1961) bat 1954 die United States Army Europe um Freigabe des Grundstücks am Rande der Altstadt von Heppenheim. Auf dem Grundstück befand sich die einstige Villa des Rollladenfabrikanten Oskar Widmer, die ab 1945 von der US-Armee genutzt wurde. Es sollte als Bildungsstätte für die kirchlich-ethische Erwachsenenbildung genutzt werden. Im ersten Prospekt des Hauses am Maiberg war zu lesen: „Ab 1. Oktober 1955 steht unser Haus allen zur Verfügung, die im Rahmen katholischer Bildungsarbeit und im Dienst der christlichen Sozial-, Staats- und Wirtschaftsethik Kurse und Tagungen veranstalten.“ (zit. nach Benedikt Widmaier: 50 Jahre Haus am Maiberg. Ein Streifzug durch die Geschichte, in: Haus am Maiberg (Hrsg.), Jahresprogramm 2005, S. 28–30). Der Pfarrer Wilhelm Holz leitete von September 1957 bis 1966 das Haus. Wilhelm Balke unterstützte ihn als Bildungsreferent ab 1959 und wurde ab 1966 Direktor des Hauses am Maiberg. Unter seiner Leitung öffnete sich das Haus für neue Zielgruppen aus der Region Bergstraße sowie für weitere Veranstaltungsformate. In den 60er Jahren wurde die Bildungsstätte um einen Anbau erweitert. Der Neubau schuf Raum für Schlaf- und Seminarräume, eine Küche mit Anbindung zum Speisesaal sowie eine Bibliothek. Die Baumaßnahmen endeten 1969 mit dem Neubau einer Kapelle. Ab 1990 war Heiner Ludwig Direktor des Hauses am Maiberg. Er etablierte mit anderen Sozialethikern das „Forum politische Ethik“ und verhalf den „Heppenheimer Soziallehretagen“ zu neuem Aufschwung („Heppenheimer Appell“ zur Deutschen Einheit von 1991). Zudem stieß er zahlreiche neue Kooperationspartnerschaften an. Heiner Ludwig rief 1991 Benedikt Widmaier als Jugendbildungsreferent in das Haus. Mit Weihbischof Wolfgang Rolly betrieb Heiner Ludwig die Pläne für die Sanierung und Modernisierung des Hauses von 1996 bis zur Fertigstellung 1998 konsequent weiter. Im März 1998 eröffnete Karl Lehmann das Haus als „Akademie für politische und soziale Bildung der Diözese Mainz“. Dabei wurde Benedikt Widmaier durch Karl Lehmann zum ersten Direktor der Akademie ernannt. Im Zuge der Wiedereröffnung umriss Karl Lehmann in einem Kurzvortrag den kirchlichen Auftrag der Akademie. Darin betonte er, dass die Kirche politische und soziale Bildungsarbeit als einen genuinen Auftrag verstehe. So heißt es:

„Wir sagen gerade heute deshalb Ja zu einer „Akademie für Politische und Soziale Bildung“ Damit soll auch ein Signal gesetzt werden, wie notwendig soziale Bildungstätigkeit ist.“

Das Bistum Mainz hat am 30. September 2020 bekannt gegeben, aus Kostengründen die Schließung zum 31. Dezember 2022 zu beabsichtigen. Die Absicht des Bistums zur Schließung des Hauses hat bundesweit für öffentliche Aufmerksamkeit gesorgt und die Geschichte, die Arbeit und die zentralen Personen des Hauses in den Fokus der Öffentlichkeit gerückt. Zahlreiche Akteure in der Region Bergstraße sowie im Umfeld der politischen Bildung haben sich kritisch gegenüber den Plänen zur Schließung geäußert und sprechen sich für den Erhalt des Hauses aus.
Die Schließung wurde, wie angekündigt, zum 31. Dezember 2022 vollzogen.

## Tagungshaus
Das Tagungshaus stand für die Seminare der Akademie sowie des Demokratiezentrums und für die Belegung durch externe Gruppen und Organisationen zur Verfügung. Es wurde von Aleksandar Trobonjaca (Tagungshausleitung) und Sigrid Kottmann-Lennert (stellvertretende Tagungshausleitung) geleitet.

### Ausstattung
Es standen sieben Tagungsräume und Besprechungszimmer zur Verfügung, die je nach Raum Platz für 12 bis 50 Personen boten. Dazu zählte auch ein separater Computerraum. Die Tagungsräume waren mit analoger als auch digitaler Moderationstechnik ausgestattet. Zum Tagungsbetrieb zählten auch Übernachtungsmöglichkeiten. Es wurden voll ausgestattete Gästezimmer mit rund 70 Schlafplätzen in Einzel-, Doppel- sowie Mehrbettzimmern angeboten. Zudem war im Tagungshaus ein historisches Archiv, eine Bibliothek und mehrere Büroräume untergebracht. Im Erdgeschoss befanden sich Küche und Speisesaal mit Zugang zu Terrasse und Garten. Der Garten erstreckte sich von der Kapelle bis zur Hanglage. Dort war ein kleines Fußballfeld, eine Feuerstelle, ein Hochbeet und die Kapelle vorzufinden. Im Untergeschoss gab es mehrere Aufenthaltsräume.
Das Haus war mit Aufzügen barrierearm zugänglich und bot vier barrierefrei gestaltete Einzelzimmer für Übernachtungsgäste. Ein Tagungsraum war als barrierefrei ausgeschrieben. Zudem bestand auf Anfrage die Möglichkeit, Gäste und Gepäck mit einem Transporter zum Tagungshaus zu fahren.

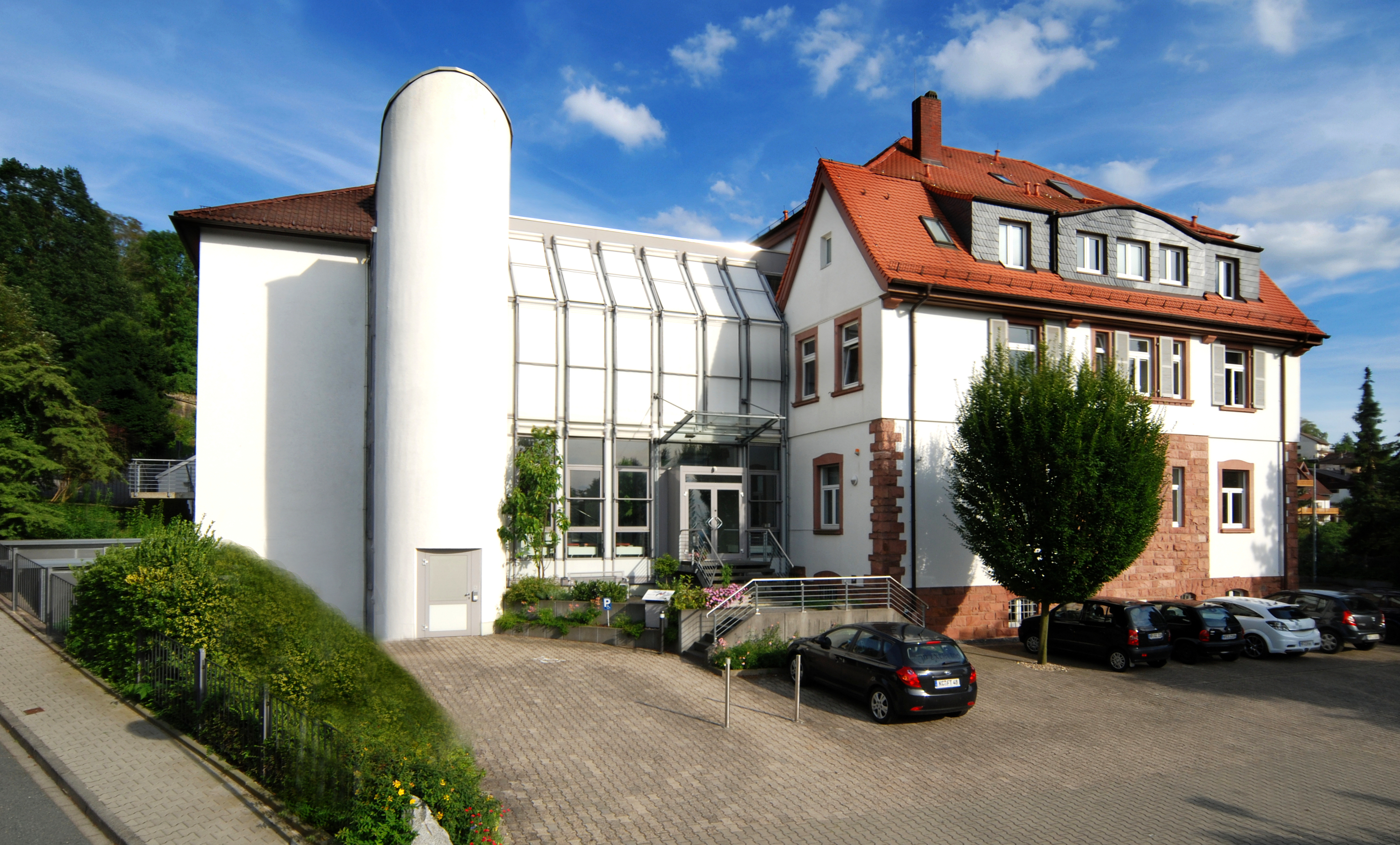
Aktuelle Außenansicht auf das Haus am Maiberg

## Akademie für politische und soziale Bildung
Die Akademie ist in den Bildungsbereich und das Demokratiezentrum untergliedert. In diesen Bereichen werden ein- oder mehrtägige Veranstaltungsformate sowohl vor Ort im Tagungshaus als auch online unter Einsatz digitaler Medien angeboten. Dazu zählen Vorträge, Diskussionsrunden, Ausstellungen, Bildungsurlaube, internationale Jugendbegegnungen, Seminare mit Schülerinnen- und Schülervertretungen, Bildungsreisen, interne und öffentliche Fortbildungen, Ausstellungen, Fachtagungen, Veranstaltungen zur Projektevaluation, Vernetzungstreffen und Jubiläumsfeiern.

### Zielsetzung und Didaktik
Die Bildungsarbeit der Akademie orientiert sich an den Traditionen der Katholischen Soziallehre, der Christlichen Sozialethik sowie der außerschulischen politischen Bildung. Im historischen Bewusstsein des Nationalsozialismus und des Holocaust nach dem Zweiten Weltkrieg, insbesondere aber in den 1960er Jahren wurde die Notwendigkeit der Demokratieförderung anerkannt. In diesem historischen Kontext entwickelte das Haus am Maiberg durch politische Bildung und Beratungsangebote gegen Rechtsextremismus ein Profil als Bildungsträger der Demokratieförderung.
Weiterhin sind einige Leitsätze des Beutelsbacher Konsens relevant. Darunter fällt das Verbot der Indoktrination. Dies werde durch das Bekenntnis erreicht, aktuelle Kontroversen reflektierend und kontrovers zur Diskussion zu stellen. Die politische Bildung solle weiterhin Partei für die Wahrung der Menschenrechte ergreifen und diese Haltung auch transparent machen. Zudem wird im Jahresprogramm 2020 zum Ausdruck gebracht, dass interkulturelles Lernen, Geschlechtergerechtigkeit sowie der Dialog zwischen Generationen aktuelle Leitsätze für die Bildungsarbeit seien. Aus den Leitsätzen folgt für das didaktische Prinzip, im ersten Schritt Erkenntnisse und Diskussionen über soziale und politische Themen zu ermöglichen, dadurch Angebote zur Urteilsbildung zu schaffen und Ressourcen zur Partizipation an Politik und Gesellschaft zu entwickeln. Dabei ist im Sinne der Demokratiearbeit wichtig, die Teilnehmenden zur Wahrnehmung sowohl eigener als auch gemeinwohlorientierter Interessen anzuregen, Konflikte und Dilemmata wahrzunehmen und demokratische Lösungen und Entscheidungen zu finden.
Die Zielgruppe sind Jugendliche und Erwachsene. Das Motto „Offen für Dialog“ und das Logo entstanden im Rahmen einer Image-Kampagne im Jahr 1993. Mit dem Motto soll ausgedrückt werden, dass die Arbeit der Akademie Menschen „unabhängig von politischer, weltanschaulicher, religiöser und kultureller Zugehörigkeit“ (Benedikt Widmaier: Zeit für Bildung. Jahresprogramm 2020) erreichen will.

### Demokratiezentrum Südhessen
Das Demokratiezentrum Südhessen ist neben dem Demokratiezentrum in Marburg und der Regionalstelle in Kassel eines der insgesamt drei Demokratiezentren in Hessen. Mit zwei Arbeitsbereichen gehört das Demokratiezentrum Südhessen zur Akademie für politische und soziale Bildung. Zu diesen Arbeitsbereichen zählen Beratungs- und Bildungsangebote zum Umgang mit Rechtsextremismus, gruppenbezogener Menschenfeindlichkeit und Ungleichwertigkeitsideologien. Die Angebote zeigen sowohl Möglichkeiten zur Intervention als auch zur Prävention von Rechtsextremismus mit dem Ziel der Demokratieförderung auf. Dabei ist die Referentin Susanne Kolb mit Aufgaben im Bereich der Prävention beauftragt. Seit 2006 ist die Akademie mit 41 weiteren Einrichtungen Mitglied des Beratungsnetzwerks Hessen. Seitdem tritt das Demokratiezentrum Südhessen als Regionalstelle Süd des Beratungsnetzwerks Hessen auf. Das Beratungsnetzwerk Hessen wird durch die Philipps-Universität Marburg wissenschaftlich begleitet und koordiniert.
Die Beratungsarbeit der Regionalstelle Süd wird gefördert durch das Landesprogramm „Hessen – aktiv für Demokratie und gegen Extremismus“ des Hessischen Ministeriums des Innern und für Sport sowie durch das Bundesprogramm „Demokratie leben! Aktiv gegen Rechtsextremismus, Gewalt und Menschenfeindlichkeit“, getragen vom Bundesministerium für Familie, Senioren, Frauen und Jugend.

### Bildungsarbeit
Zur Bildungsarbeit der Akademie für politische und soziale Bildung gehören die Arbeitsbereiche Erwachsenenbildung, Jugendbildung und internationale Jugendbildung sowie das Modellprojekt Partizipation. In der Regel finden die Veranstaltungen entweder im Tagungshaus oder – bei Exkursionen – vor Ort statt. Seit Anfang 2020 wurden vermehrt ergänzende Online-Formate etabliert.

#### Internationale Jugendarbeit
Im Bereich der internationalen Jugendarbeit kooperiert die Akademie für politische und soziale Bildung des Hauses am Maiberg mit 14 internationalen Partnereinrichtungen. Unter der Leitung durch die Politikwissenschaftlerin Michaela Jacobs (Referentin für internationale Jugendarbeit) veranstaltet die Akademie regelmäßig internationale Jugendbegegnungen sowie seit Jahr die Europäischen Jugendwochen und beherbergt den Europäischen Freiwilligendienst.
Mit dem Arbeitsbereich der internationalen Jugendbildung ist das Haus am Maiberg zudem ein Gründungsmitglied des coNEcT-Netzwerks (Cooperation Network in non-formal Education and Citizenship Training). Seit 2011 trägt das Haus am Maiberg dazu bei, Leitlinien, Strukturen und Methoden der non-formalen politischen Bildung und der bürgerschaftlichen Beteiligung transnational zu verhandeln und weiterzuentwickeln. Konkret richtet das Haus am Maiberg zusammen mit dem Netzwerk Studienreisen zu Partnereinrichtungen, internationale Jugendbegegnungen und fachliche Fortbildungen aus.

#### Politische Jugendbildung
Der Arbeitsbereich der politischen Jugendbildung wird durch Hanne Kleinemas (interkulturelle Kommunikation und Europastudien) als Referentin geleitet. Die eingesetzten pädagogischen und politikdidaktischen Methoden im Arbeitsbereich der politischen Jugendbildung orientieren sich an der Lebenswelt der Jugendlichen. Die Angebote reichen von thematischen Workshops über Planspiele oder das Theater der Unterdrückten bis hin zu interaktiven Online Seminaren.
Der Arbeitsbereich der politischen Jugendbildung ist Teil des Kommunalen Bildungswerks Kreis Bergstrasse und mit zahlreichen Akteuren der kommunalen Jugendpolitik und Jugendbildung vernetzt. So hat sich im Themenbereich Globalisierung und Nachhaltigkeit eine Zusammenarbeit mit der Bensheimer Ortsgruppe von Fridays for Future entwickelt. Darüber hinaus werden Veranstaltungen zum Umgang mit Verschwörungstheorien zur Reflexion sozialen Engagements sowie zur kritischen Aufarbeitung verschiedener Diskriminierungsformen und Stärkung der Zivilcourage durchgeführt. Zudem werden regelmäßig in Kooperation mit dem Heinrich-Pesch-Haus und dem BDKJ Spexer Fortbildungen zu Methoden, Mediendidaktik und Geschichte der politischen Jugendbildung angeboten.

#### Politische und soziale Erwachsenenbildung
Der Arbeitsbereich der politischen und sozialen Erwachsenenbildung arbeitet eng mit dem Referat Berufs- und Arbeitswelt des Bistums Mainz zusammen. Für diesen Arbeitsbereich ist der Theologe und Pädagoge Titus Möllenbeck als Referent berufen. Die Tätigkeiten orientieren sich einerseits am traditionellen Leitbild des Hauses am Maiberg als auch an den Schwerpunkten der Kooperationspartner, darunter die Martin-Buber-Gesellschaft sowie Einrichtungen in den Bereichen Migration und Integration. Dem Arbeitsbereich der Erwachsenenbildung gehören Projekte an, die sich mit Bildungs- und Lernprozessen in allen Lebenssituationen beschäftigen. Hierzu zählt ein Projekt, das eine aktiven Lebensgestaltung im Übergang von der Berufstätigkeit in den Ruhestand zum Ziel hat. Darüber hinaus wird in lokalen Veranstaltungsreihen, Bildungsreisen und Bildungsurlauben die Auseinandersetzung mit philosophischen Fragen als auch mit Themen der historischen und politischen Bildung angestrebt.

#### Modellprojekt Partizipation
Zwischen Mitte 2016 bis 2019 koordinierte die Akademie hauptamtlich das „Modellprojekt Partizipation als Ziel der Politischen Bildung“. Dabei ging es darum, Konzepte der politischen Bildung und der politischen Partizipation mit einer, an der Lebenswelt der Teilnehmenden orientierten Didaktik in Seminaren mit Schülerinnen und Schülern zusammenzubringen. Aus dem Seminaren des Modellprojekts gingen zahlreiche politische Aktionen der teilnehmenden Schülerinnen und Schüler hervor. Dazu zählen unter anderem einige Publikationen in unterschiedlichen Medien, mehrere Interviews sowie ein interkulturelles Kochprojekt mit dem Titel „Integration am Kochtopf“. Innerhalb des Projektzeitraums wurde das Modellprojekt von der Bundeszentrale für politische Bildung gefördert. Die Akademie führte das Modellprojekt in Kooperation mit mehreren Schulen sowie Trägern und Einrichtungen der politischen Bildung durch, wobei auch stets ein Fachaustausch angestrebt wurde. Mit dem Einsatz qualitativer Forschungsmethoden wurde das Modellprojekt durch Alexander Wohnig an der Heidelberg School of education wissenschaftlich begleitet. Daraus gingen zahlreiche wissenschaftliche und fachliche Publikationen zu den Themenbereichen der Bildungs- und Lernprozesse der Teilnehmenden, Kooperationen schulischer und außerschulischer Einrichtungen sowie zu den eingesetzten wissenschaftlichen und bildungspraktischen Methoden hervor. Das Modellprojekt wurde im Jahr 2019 abgeschlossen. Die während des Projektzeitraums entwickelten didaktischen Konzepte werden weiterhin als Seminare angeboten.

### Übersicht über die Arbeitsbereiche
- Leitung: Benedikt Widmaier (Direktor des Hauses seit 1998)
- Politische und soziale Erwachsenenbildung: Titus Möllenbeck (Referent für Erwachsenenbildung)
- Politische Jugendbildung: Hanne Kleinemas (Referentin für Politische Jugendbildung)
- Internationale Jugendbildung: Michaela Jacobs (Referentin für Internationale Jugendarbeit)
- Regionalstelle Süd des 'Demokratiezentrum Hessen`: Susanne Kolb (Referentin für die Prävention von Rassismus und Extremismus)
- Abgeschlossenes Modellprojekt: Partizipation als Ziel der Politischen Bildung: Alexander Mack (ehemals Leiter des Modellprojekts), Alexander Wohnig (ehemals wissenschaftliche Begleitforschung des Modellprojekts)

## Publikationen
Neben den jährlich erscheinenden Jahresprogrammen ist das Haus am Maiberg an der Erstellung und Herausgabe weiterer Publikationen beteiligt. Zudem gibt es zahlreiche Publikationen, die unmittelbar aus der Arbeit des Hauses hervorgehen oder unmittelbar darauf Bezug nehmen. Dazu zählen Veröffentlichungen im Rahmen bestimmter Projekte und Fachtagungen, die im Haus am Maiberg durchgeführt wurden. Eine Auswahl findet sich in der folgenden Auflistung.
Herausgegeben vom Haus am Maiberg (Neuere Beiträge zuerst, absteigend sortiert)
- Barbara Menke, Benedikt Widmaier: Radio aktiv – Jugend strahlt aus! Dokumentation eines Trägerübergreifenden Projekts der politischen Jugendbildung. Hrsg.: Bundesarbeitskreis ARBEIT UND LEBEN, Haus am Maiberg. Düsseldorf 2001.
- Benedikt Widmaier: Bulgarien im Umbruch, Ein Reader. In: Haus am Maiberg (Hrsg.): Texte & Materialien. Heft 6. Heppenheim 1996.
- Jens Mester: Politische Bildung und interkulturelles Lernen in Europäischen Jugendwochen. Ein Beitrag zur Qualitätssicherung der internationalen Jugendarbeit. In: Haus am Maiberg (Hrsg.): Texte & Materialien. Heft 7. Heppenheim 1996.
- Benedikt Widmaier: Östliche Weisheiten – Konfuzius und sein politisches Denken, Ein Reader. In: Haus am Maiberg (Hrsg.): Texte & Materialien. Heft 5. Heppenheim 1995.
- Thomas Hoppe, Brigitte Hotsch, Josef König, Axel-Kurt Schubert, Benedikt Widmaier: Neue Sicherheitspolitik in Europa und die Pflichtdienste. Ergebnisse einer Fachtagung. In: Haus am Maiberg (Hrsg.): Texte & Materialien. Heft 3. Heppenheim 1994.
- Angst vor Europa – Angst vor Deutschland. Deutschlands Rolle in Europa. In: Haus am Maiberg (Hrsg.): Texte & Materialien. Heft 4. Heppenheim 1994.
- Politische Jugendbildung: Ist damit heute noch Staat zu machen? In: Haus am Maiberg (Hrsg.): Perspektiven 93. Heppenheim 1992, S. 24–30.

Publikationen über das Haus am Maiberg (Neuere Beiträge zuerst, absteigend sortiert)
- Alexander Mack, Alexander Wohnig: „Und es hat alles geklappt auf einmal irgendwie“: Erste Ergebnisse aus dem Modellprojekt ‚Politische Partizipation‘. In: Kerstin Pohl, Mathias Lotz (Hrsg.): Gesellschaft im Wandel – Neue Aufgaben für die politische Bildung und ihre Didaktik!? (= Schriftenreihe der GPJE). 1. Auflage. Wochenschau Verlag, Frankfurt am Main 2019, ISBN 978-3-7344-0828-1, S. 205–213 (248 S.).
- Politische Compassion & Service Learning. Expertengespräch zur Projektentwicklung im Haus am Maiberg. In: Arbeitsgemeinschaft katholisch-sozialer Bildungswerke (Hrsg.): aksb-inform. Band 1/2009. Bonn 2009, S. 10.
- 1. Kosmopolitismus – Weltbürgertum – Politische Bildung. Fachtagung in der Akademie für politische und soziale Bildung „Haus am Maiberg“. In: Arbeitsgemeinschaft katholisch-sozialer Bildungswerke (Hrsg.): aksb-inform. Band 4/2008. Bonn 2008, S. 5.
- Ulrike Leonhardt, Achim Schröder (Hrsg.): Dokumentation der Fachtagung „Partizipation und Kooperation zwischen Jugendarbeit und Schule“. Aktionsprogramm des Hessischen Sozialministeriums –. Heppenheim September 2007 (75 S., h-da.de [PDF; 446 kB]).
- Benedikt Widmaier: Arbeit – Europa – Medien. Tradition und Innovation in der politischen Bildungsarbeit im Haus am Maiberg. In: Kursiv – Journal für politische Bildung. Heft 2. Wochenschau Verlag, Frankfurt am Main 2003, S. 24–29.